# Gran Premio di Gran Bretagna 1979
Il Gran Premio di Gran Bretagna 1979 è stata la nona prova della stagione 1979 del Campionato mondiale di Formula 1. Si è corsa sabato 14 luglio 1979 sul Circuito di Silverstone. La gara è stata vinta dallo svizzero Clay Regazzoni su Williams-Ford Cosworth; per il vincitore si tratto del quinto ed ultimo successo in carriera, mentre per il team Williams si trattò del primo successo in Formula 1. Ha preceduto sul traguardo i francesi René Arnoux su Renault e Jean-Pierre Jarier su Tyrrell-Ford Cosworth.

## Vigilia

### Organizzazione della gara
L'evento venne organizzato dalla Royal Automobile Club insieme a BRDC e Silverstone Circuit, mentre il ruolo di sponsor ufficiale fu assunto dalla Marlboro. Come gare di contorno alla Formula 1 vennero previsti gli appuntamenti di Formula 3, Turismo e ProCar, oltre a una rassegna di auto storiche.
Vista l'elevata aspettativa di presenza di pubblico vennero aggiunte nuove tribune alle curve Stowe e Copse.

### Aspetti tecnici
La Wolf impiegò nuovamente la WR7. Vi furono gli esordi per la McLaren M29, affidata al solo John Watson e la Merzario A4, vetture wing car, ispirate dalla Lotus 79. Dal suo canto la Lotus abbandonò il progetto della 80 e tornò ad affidare anche a Mario Andretti la vecchia 79.
Il Circuito di Silverstone ospitò, nella solita alternanza con Brands Hatch, per la diciassettesima volta il Gran Premio di Gran Bretagna, valido come prova del campionato mondiale.

### Aspetti sportivi
L'Alfa Romeo saltò l'appuntamento di Silverstone, ma confermò la presenza nel successivo Gran Premio di Germania.
Nei test effettuati sul tracciato britannico nella settimana precedente il gran premio il miglior tempo venne fatto segnare da Alan Jones su Williams in 1'12"7, tempo di ben 6"9 più basso rispetto al record ufficiale.
James Hunt, che aveva appena abbandonato il mondiale di F1, debuttò come commentatore tecnico per la BBC.

## Qualifiche

### Resoconto
Nella prima giornata di prove ufficiali si confermò Alan Jones su  Williams, che fece segnare 1'11"88, ben sei secondi e mezzo in meno rispetto al tempo fatto da James Hunt due anni prima. Jones precedette le due Renault e le due Brabham. La casa di Frank Williams fu favorita dal particolare trattamento riservatogli dalla Goodyear. Jody Scheckter fu costretto a utilizzare il muletto, avendo danneggiato la vettura titolare con un testacoda alla Stowe.
Al venerdì Jones non migliorò il suo tempo ma si confermò in pole. Questa fu la prima pole position sia per il pilota che per la Williams, nonché per una vettura col numero 27. Un pilota australiano tornava a conquistare questo traguardo dal Gran Premio di Spagna 1970, con Jack Brabham. L'altro pilota della Williams, Clay Regazzoni, s'inseriva in seconda fila. Riccardo Patrese distrusse in parte la sua vettura per un incidente alla Becketts, e fu costretto a partecipare alle prove con una vecchia Arrows A1, anziché con il nuovo modello A2.

### Risultati
Nella sessione di qualifica si è avuta questa situazione:
| Pos | Nº | Pilota                | Costruttore              | Tempo   | Griglia |
| --- | -- | --------------------- | ------------------------ | ------- | ------- |
| 1   | 27 | Alan Jones            | Williams-Ford Cosworth   | 1'11"88 | 1       |
| 2   | 15 | Jean-Pierre Jabouille | Renault                  | 1'12"48 | 2       |
| 3   | 6  | Nelson Piquet         | Brabham-Alfa Romeo       | 1'12"65 | 3       |
| 4   | 28 | Clay Regazzoni        | Williams-Ford Cosworth   | 1'13"11 | 4       |
| 5   | 16 | René Arnoux           | Renault                  | 1'13"29 | 5       |
| 6   | 5  | Niki Lauda            | Brabham-Alfa Romeo       | 1'13"44 | 6       |
| 7   | 7  | John Watson           | McLaren-Ford Cosworth    | 1'13"57 | 7       |
| 8   | 2  | Carlos Reutemann      | Lotus-Ford Cosworth      | 1'13"87 | 8       |
| 9   | 1  | Mario Andretti        | Lotus-Ford Cosworth      | 1'14"20 | 9       |
| 10  | 26 | Jacques Laffite       | Ligier-Ford Cosworth     | 1'14"37 | 10      |
| 11  | 11 | Jody Scheckter        | Ferrari                  | 1'14"60 | 11      |
| 12  | 18 | Elio De Angelis       | Shadow-Ford Cosworth     | 1'14"87 | 12      |
| 13  | 12 | Gilles Villeneuve     | Ferrari                  | 1'14"90 | 13      |
| 14  | 20 | Keke Rosberg          | Wolf-Ford Cosworth       | 1'14"96 | 14      |
| 15  | 3  | Didier Pironi         | Tyrrell-Ford Cosworth    | 1'15"28 | 15      |
| 16  | 4  | Jean-Pierre Jarier    | Tyrrell-Ford Cosworth    | 1'15"63 | 16      |
| 17  | 25 | Jacky Ickx            | Ligier-Ford Cosworth     | 1'15"63 | 17      |
| 18  | 8  | Patrick Tambay        | McLaren-Ford Cosworth    | 1'15"67 | 18      |
| 19  | 29 | Riccardo Patrese      | Arrows-Ford Cosworth     | 1'15"77 | 19      |
| 20  | 30 | Jochen Mass           | Arrows-Ford Cosworth     | 1'16"19 | 20      |
| 21  | 17 | Jan Lammers           | Shadow-Ford Cosworth     | 1'16"66 | 21      |
| 22  | 14 | Emerson Fittipaldi    | Fittipaldi-Ford Cosworth | 1'16"68 | 22      |
| 23  | 22 | Patrick Gaillard      | Ensign-Ford Cosworth     | 1'17"07 | 23      |
| 24  | 31 | Héctor Rebaque        | Lotus-Ford Cosworth      | 1'17"32 | 24      |
| NQ  | 9  | Hans-Joachim Stuck    | ATS-Ford Cosworth        | 1'17"44 | NQ      |
| NQ  | 24 | Arturo Merzario       | Merzario-Ford Cosworth   | 1'19"57 | NQ      |

## Gara

### Resoconto
Al via Clay Regazzoni prese la testa della gara, seguito da Alan Jones e Jean-Pierre Jabouille mentre, nelle retrovie, Elio De Angelis fu autore di una partenza anticipata. Nel corso del primo giro sia Jones che Jabouille attaccarono Regazzoni alla Stowe, riuscendolo a passare uno all'interno e l'altro all'esterno della curva. Poco dopo anche Nelson Piquet cercò di attaccare il ticinese, ma senza successo. Al termine del primo giro comandava perciò Jones, seguito da Jabouille, Regazzoni, Piquet, Niki Lauda e Mario Andretti.
Nelson Piquet si ritirò al secondo giro per un testacoda alla Woodcote, mentre René Arnoux passò Mario Andretti. Jacques Laffite perse inoltre tre posizioni a favore delle due Ferrari e Carlos Reutemann. Ancora un giro e Arnoux passò anche Lauda, in crisi coi freni, che dovette cedere il passo anche a Villeneuve, e un giro dopo, anche a Jody Scheckter. La gara dell'austriaco terminò al giro 12 col ritiro.
Al giro 15 un errore nella cambiata costò una posizione a Gilles Villeneuve, a favore di Jody Scheckter. Due giri dopo Jean-Pierre Jabouille, che era secondo, fu costretto a una sosta ai box, per cambiare gli pneumatici, e sprofondare così nelle retrovie. La classifica vedeva sempre primo Jones, seguito da Clay Regazzoni, René Arnoux, Jody Scheckter, Gilles Villeneuve, Jacques Laffite e John Watson.
Al 34º giro un rimontante Jacques Laffite passò Villeneuve alla Woodcote, e tentò il sorpasso anche su Scheckter un giro dopo. Il sudafricano resistette, ma venne poi passato al giro 36. Al trentanovesimo giro Alan Jones, che comandava con tranquillità la gara, fu costretto al ritiro per un guasto al motore. Prese il comando il suo compagno di scuderia Clay Regazzoni, che tornava a condurre una gara iridata dal GP di Long Beach 1976.
Al giro 42 Laffite fu costretto a una sosta ai box per un problema alle candele. Rientrò in pista undicesimo. Ora, dietro al ticinese, si trovava sempre René Arnoux, seguito dalle due Ferrari e da Jean-Pierre Jarier. Dietro al francese vi era Watson, autore di una bella rimonta.
Al giro 51 anche Villeneuve fu costretto a una sosta, dove gli vennero cambiati gli pneumatici: tornò in pista settimo. Al sessantaquattresimo giro Jean-Pierre Jarier passò Scheckter e conquistò la terza posizione. Un giro dopo e l'altro ferrarista Gilles Villeneuve si ritirò per un problema all'impianto di alimentazione. Scheckter, con degli pneumatici ormai consunti, non rientrò ai box, come richiesto dalla sua scuderia, ma proseguì fino al termine anche se venne passato anche da Watson. Al termine della gara il sudafricano si lamentò di non essere stato avvisato dal muretto dell'avvicinarsi di Watson.
Vinse Clay Regazzoni, per la quinta e ultima volta nel mondiale e de tutt'ora ultima vittoria di un pilota svizzero in formula 1, Per la Williams fu il primo successo, diventando così la ventisettesima scuderia capace nell'impresa, dopo che nel gran premio precedente era stato il turno della Renault.René Arnoux, secondo, conquistò il suo secondo podio, mentre Jean-Pierre Jarier, terzo, conquistò il terzo e ultimo podio della carriera in F1.
Sul podio Clay Regazzoni, per un accordo con gli sponsor arabi della sua scuderia, festeggiò bevendo succo d'arancia.

### Risultati
I risultati del gran premio furono i seguenti:
| Pos | No | Pilota                | Costruttore              | Giri | Tempo/Ritiro        | Pos. Griglia | Punti |
| --- | -- | --------------------- | ------------------------ | ---- | ------------------- | ------------ | ----- |
| 1   | 28 | Clay Regazzoni        | Williams-Ford Cosworth   | 68   | 1h26'11"17          | 4            | 9     |
| 2   | 16 | René Arnoux           | Renault                  | 68   | +24"28              | 5            | 6     |
| 3   | 4  | Jean-Pierre Jarier    | Tyrrell-Ford Cosworth    | 67   | +1 giro             | 16           | 4     |
| 4   | 7  | John Watson           | McLaren-Ford Cosworth    | 67   | +1 giro             | 7            | 3     |
| 5   | 11 | Jody Scheckter        | Ferrari                  | 67   | +1 giro             | 11           | 2     |
| 6   | 25 | Jacky Ickx            | Ligier-Ford Cosworth     | 67   | +1 giro             | 17           | 1     |
| 7   | 8  | Patrick Tambay        | McLaren-Ford Cosworth    | 66   | Mancanza di benzina | 18           |       |
| 8   | 2  | Carlos Reutemann      | Lotus-Ford Cosworth      | 66   | +2 giri             | 8            |       |
| 9   | 31 | Héctor Rebaque        | Lotus-Ford Cosworth      | 66   | +2 giri             | 26           |       |
| 10  | 3  | Didier Pironi         | Tyrrell-Ford Cosworth    | 66   | +2 giri             | 15           |       |
| 11  | 17 | Jan Lammers           | Shadow-Ford Cosworth     | 65   | +3 giri             | 21           |       |
| 12  | 18 | Elio De Angelis       | Shadow-Ford Cosworth     | 65   | +3 giri             | 12           |       |
| 13  | 22 | Patrick Gaillard      | Ensign-Ford Cosworth     | 65   | +3 giri             | 23           |       |
| 14  | 12 | Gilles Villeneuve     | Ferrari                  | 63   | Alimentazione       | 13           |       |
| Rit | 29 | Riccardo Patrese      | Arrows-Ford Cosworth     | 45   | Cambio              | 19           |       |
| Rit | 26 | Jacques Laffite       | Ligier-Ford Cosworth     | 44   | Motore              | 10           |       |
| Rit | 20 | Keke Rosberg          | Wolf-Ford Cosworth       | 44   | Alimentazione       | 14           |       |
| Rit | 27 | Alan Jones            | Williams-Ford Cosworth   | 38   | Pompa dell'acqua    | 1            |       |
| Rit | 30 | Jochen Mass           | Arrows-Ford Cosworth     | 37   | Cambio              | 20           |       |
| Rit | 14 | Emerson Fittipaldi    | Fittipaldi-Ford Cosworth | 25   | Motore              | 22           |       |
| Rit | 15 | Jean-Pierre Jabouille | Renault                  | 21   | Turbo               | 2            |       |
| Rit | 5  | Niki Lauda            | Brabham-Alfa Romeo       | 12   | Freni               | 6            |       |
| Rit | 1  | Mario Andretti        | Lotus-Ford Cosworth      | 3    | Ruota               | 9            |       |
| Rit | 6  | Nelson Piquet         | Brabham-Alfa Romeo       | 1    | Testacoda           | 3            |       |
| NQ  | 9  | Hans-Joachim Stuck    | ATS-Ford Cosworth        |      |                     |              |       |
| NQ  | 24 | Arturo Merzario       | Merzario-Ford Cosworth   |      |                     |              |       |

## Classifiche

### Piloti
| Pos. | Pilota                | Punti |
| ---- | --------------------- | ----- |
| 1    | Jody Scheckter        | 32    |
| 2    | Gilles Villeneuve     | 26    |
| 3    | Jacques Laffite       | 24    |
| 4    | Patrick Depailler     | 20    |
| 5    | Carlos Reutemann      | 20    |
| 6    | Clay Regazzoni        | 16    |
| 7    | Jean-Pierre Jarier    | 13    |
| 8    | Mario Andretti        | 12    |
| 9    | John Watson           | 11    |
| 10   | René Arnoux           | 10    |
| 11   | Jean-Pierre Jabouille | 9     |
| 12   | Didier Pironi         | 8     |
| 13   | Alan Jones            | 7     |
| 14   | Riccardo Patrese      | 2     |
| 15   | Jochen Mass           | 1     |
| =    | Emerson Fittipaldi    | 1     |
| =    | Niki Lauda            | 1     |
| =    | Jacky Ickx            | 1     |

### Costruttori
| Pos. | Team                     | Punti |
| ---- | ------------------------ | ----- |
| 1    | Ferrari                  | 62    |
| 2    | Ligier-Ford Cosworth     | 47    |
| 3    | Lotus-Ford Cosworth      | 37    |
| 4    | Williams-Ford Cosworth   | 23    |
| 5    | Tyrrell-Ford Cosworth    | 21    |
| 6    | Renault                  | 19    |
| 7    | McLaren-Ford Cosworth    | 11    |
| 8    | Arrows-Ford Cosworth     | 3     |
| 9    | Fittipaldi-Ford Cosworth | 1     |
| =    | Brabham-Alfa Romeo       | 1     |